# موتکوم
موتکوم (به انگلیسی: Motcombe) یک روستا و محله مدنی در بریتانیا است که در North Dorset واقع شده‌است. موتکوم ۱٬۴۷۴ نفر جمعیت دارد.